# Zurich Open
Zurich Open var en tennisturnering för damer som spelades varje vinter Zürich, Schweiz. Den klassificerades som en Tier I-turnering på WTA-touren mellan 1993 och 2007. Från 2008 är det en Tier II-turnering och det var även var sista gången som tävlingen arrangerades.

## Resultat

### Singel
| År   | Mästare                   | Finalist             | Resultat            |
| ---- | ------------------------- | -------------------- | ------------------- |
| 1984 | Zina Garrison             | Claudia Kohde-Kilsch | 6–1, 0–6, 6–2       |
| 1985 | Zina Garrison             | Hana Mandlíková      | 6–1, 6–3            |
| 1986 | Steffi Graf               | Helena Suková        | 4–6, 6–2, 6–4       |
| 1987 | Steffi Graf               | Hana Mandlíková      | 6–2, 6–2            |
| 1988 | Pam Shriver               | Manuela Maleeva      | 6–3, 6–4            |
| 1989 | Steffi Graf               | Jana Novotná         | 6–1, 7–6(6)         |
| 1990 | Steffi Graf               | Gabriela Sabatini    | 6–3, 6–2            |
| 1991 | Steffi Graf               | Nathalie Tauziat     | 6–4, 6–4            |
| 1992 | Steffi Graf               | Martina Navrátilová  | 2–6, 7–5, 7–5       |
| 1993 | Manuela Maleeva-Fragnière | Martina Navrátilová  | 6–3, 7–6(1)         |
| 1994 | Magdalena Malejeva        | Natasha Zvereva      | 7–5, 3–6, 6–4       |
| 1995 | Iva Majoli                | Mary Pierce          | 6–4, 6–4            |
| 1996 | Jana Novotná              | Martina Hingis       | 6–2, 6–2            |
| 1997 | Lindsay Davenport         | Nathalie Tauziat     | 7–6(3), 7–5         |
| 1998 | Lindsay Davenport         | Venus Williams       | 7–5, 6–3            |
| 1999 | Venus Williams            | Martina Hingis       | 6–3, 6–4            |
| 2000 | Martina Hingis            | Lindsay Davenport    | 6–4, 4–6, 7–5       |
| 2001 | Lindsay Davenport         | Jelena Dokić         | 6–3, 6–1            |
| 2002 | Patty Schnyder            | Lindsay Davenport    | 6–7(5), 7–6(8), 6–3 |
| 2003 | Justine Henin             | Jelena Dokić         | 6–0, 6–4            |
| 2004 | Alicia Molik              | Maria Sjarapova      | 4–6, 6–2, 6–3       |
| 2005 | Lindsay Davenport         | Patty Schnyder       | 7–6(5), 6–3         |
| 2006 | Maria Sjarapova           | Daniela Hantuchová   | 6–1, 4–6, 6–3       |
| 2007 | Justine Henin             | Tatiana Golovin      | 6–4, 6–4            |
| 2008 | Venus Williams            | Flavia Pennetta      | 7–6(1), 6–2         |

### Dubbel
| År   | Mästare                                   | Finalister                             | Resultat            |
| ---- | ----------------------------------------- | -------------------------------------- | ------------------- |
| 1984 | Andrea Leand Andrea Temesvari             | Claudia Kohde-Kilsch Hana Mandlíková   | 6–1, 6–3            |
| 1985 | Hana Mandlíková Andrea Temesvari          | Claudia Kohde-Kilsch Helena Suková     | 6–4, 3–6, 7–5       |
| 1986 | Steffi Graf Gabriela Sabatini             | Lori McNeil Alycia Moulton             | 1–6, 6–4, 6–4       |
| 1987 | Nathalie Herreman Pascale Paradis         | Jana Novotná Catherine Suire           | 6–3, 2–6, 6–3       |
| 1988 | Isabelle Demongeot Nathalie Tauziat       | Claudia Kohde-Kilsch Helena Suková     | 6–3, 6–3            |
| 1989 | Jana Novotná Helena Suková                | Judith Polzl-Wiesner Nathalie Tauziat  | 6–3, 3–6, 6–4       |
| 1990 | Manon Bollegraf Eva Pfaff                 | Catherine Suire Dinky Van Rensburg     | 7–5, 6–4            |
| 1991 | Jana Novotná Andrea Strnadová             | Zina Garrison Lori McNeil              | 6–4, 6–3            |
| 1992 | Helena Suková Natasha Zvereva             | Martina Navrátilová Pam Shriver        | 7–6(5), 6–4         |
| 1993 | Zina Garrison-Jackson Martina Navrátilová | Gigi Fernández Natalia Zvereva         | 6–3, 5–7, 6–3       |
| 1994 | Manon Bollegraf Martina Navrátilová       | Patty Fendick Meredith McGrath         | 7–6(3), 6–1         |
| 1995 | Nicole Arendt Manon Bollegraf             | Chanda Rubin Caroline Vis              | 4–6, 7–6(4), 6–4    |
| 1996 | Martina Hingis Helena Suková              | Nicole Arendt Natasha Zvereva          | 7–5, 6–4            |
| 1997 | Martina Hingis Arantxa Sánchez Vicario    | Larisa Savchenko-Neiland Helena Suková | 4–6, 6–4, 6–1       |
| 1998 | Serena Williams Venus Williams            | Mariaan de Swardt Elena Tatarkova      | 5–7, 6–1, 6–3       |
| 1999 | Lisa Raymond Rennae Stubbs                | Nathalie Tauziat Natasha Zvereva       | 6–2, 6–2            |
| 2000 | Martina Hingis Anna Kournikova            | Kimberly Po Anne-Gaëlle Sidot          | 6–3, 6–4            |
| 2001 | Lindsay Davenport Lisa Raymond            | Sandrine Testud Roberta Vinci          | 6–3, 2–6, 6–2       |
| 2002 | Jelena Bovina Justine Henin               | Jelena Dokić Nadia Petrova             | 6–2, 7–6(2)         |
| 2003 | Kim Clijsters Ai Sugiyama                 | Virginia Ruano Pascual Paola Suárez    | 7–6(3), 6–2         |
| 2004 | Cara Black Rennae Stubbs                  | Virginia Ruano Pascual Paola Suárez    | 6–4, 6–4            |
| 2005 | Cara Black Rennae Stubbs                  | Daniela Hantuchová Ai Sugiyama         | 6–7(6), 7–6(4), 6–3 |
| 2006 | Cara Black Rennae Stubbs                  | Liezel Huber Katarina Srebotnik        | 7–5, 7–5            |
| 2007 | Květa Peschke Rennae Stubbs               | Lisa Raymond Francesca Schiavone       | 7–5, 7–6(1)         |
| 2008 | Cara Black Liezel Huber                   | Anna-Lena Grönefeld Patty Schnyder     | 6–1, 7–6(3)         |